# 岡山県道431号六条院東里庄線
岡山県道431号六条院東里庄線（おかやまけんどう431ごう ろくじょういんひがしさとしょうせん）は、岡山県浅口市から浅口郡里庄町に至る一般県道である。

## 概要
浅口市鴨方町六条院東から浅口郡里庄町大字新庄に至る。

### 路線データ
- 起点：岡山県浅口市鴨方町六条院東（岡山県道284号東安倉鴨方線交点）
- 終点：岡山県浅口郡里庄町大字新庄（里庄駅前交差点、国道2号交点）
- 実延長：5.4 km[注釈 1][1]

## 歴史
前身は岡山県道六条院西里庄線と鴨方町道。

### 年表
- 1973年（昭和48年）8月17日 - 岡山県告示第766号により認定。
- 2006年（平成18年）3月21日 - 浅口郡のうちの鴨方町・金光町・寄島町の3町が対等合併し、浅口市が発足。

## 路線状況

### 重複区間
- 岡山県道64号矢掛寄島線（浅口市鴨方町六条院西・土居交差点 - 浅口市鴨方町六条院西）

## 地理

### 通過する自治体
- 岡山県
  - 浅口市 - 浅口郡里庄町

### 交差する道路
| 交差する道路                        | 市町村名 | 市町村名 | 交差する場所   | 交差する場所          |
| ----------------------------------- | -------- | -------- | -------------- | --------------------- |
| 岡山県道284号東安倉鴨方線           | 浅口市   | 浅口市   | 鴨方町六条院東 | 起点                  |
| 岡山県道64号矢掛寄島線 重複区間起点 | 浅口市   | 浅口市   | 鴨方町六条院西 | 土居交差点            |
| 岡山県道64号矢掛寄島線 重複区間終点 | 浅口市   | 浅口市   | 鴨方町六条院西 |                       |
| 国道2号                             | 浅口郡   | 里庄町   | 大字新庄       | 里庄駅前交差点 / 終点 |

### 沿線
- 真止戸山神社（天王様）（浅口市鴨方町六条院中）

771年（宝亀2年）に吉備真備が広峯神社（兵庫県姫路市広嶺山）から勧請し、創建した素盞嗚尊を祭神とする神社。
- 円珠院（浅口市鴨方町六条院西）
- ドレンシー（浅口市鴨方町六条院西）
- サンラヴィアン（浅口郡里庄町大字新庄）
- 不動院（浅口郡里庄町大字新庄）
- JR西日本山陽本線 里庄駅（浅口郡里庄町大字新庄、終点付近）